# Louisianská kreolská kuchyně

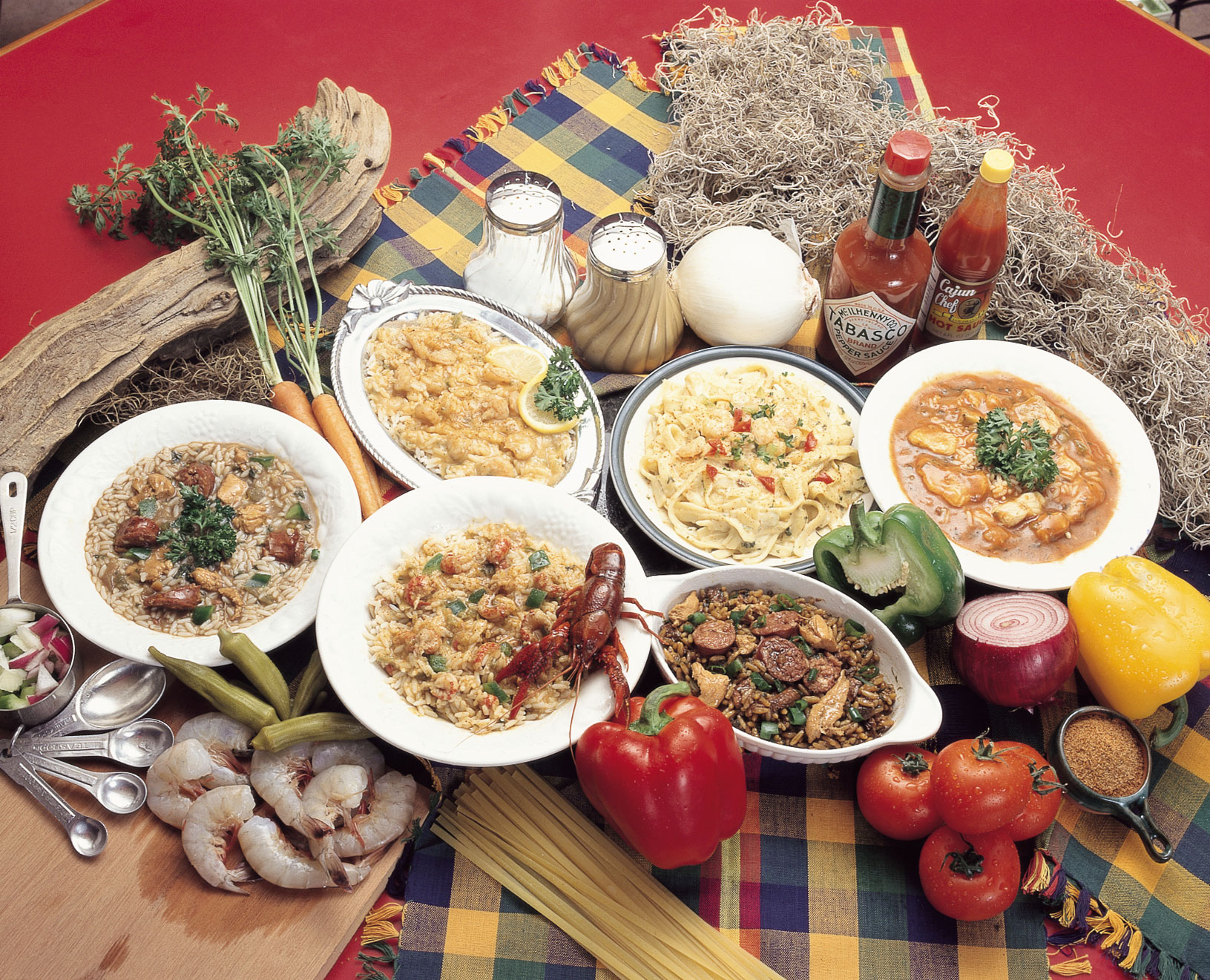
Typické kreolské pokrmy

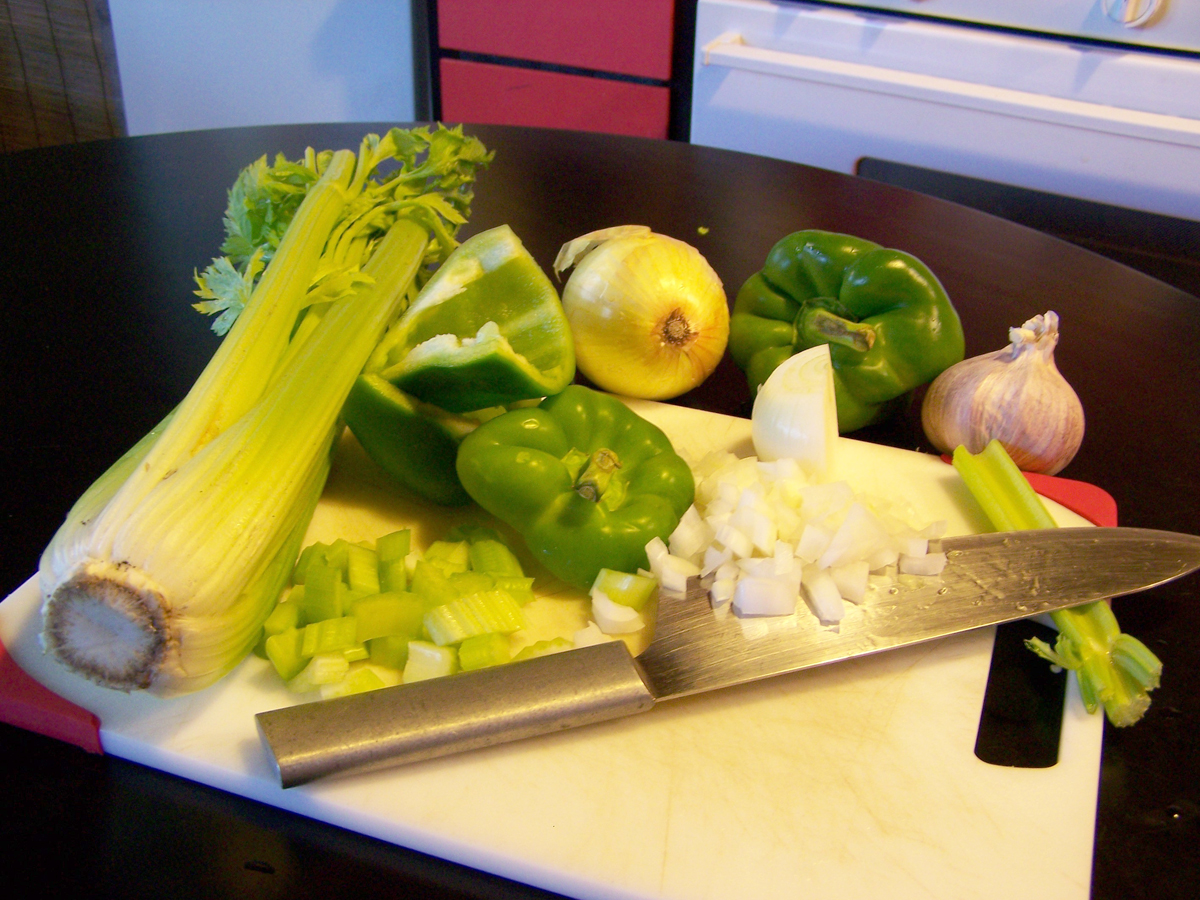
Svatá trojice kreolské kuchyně

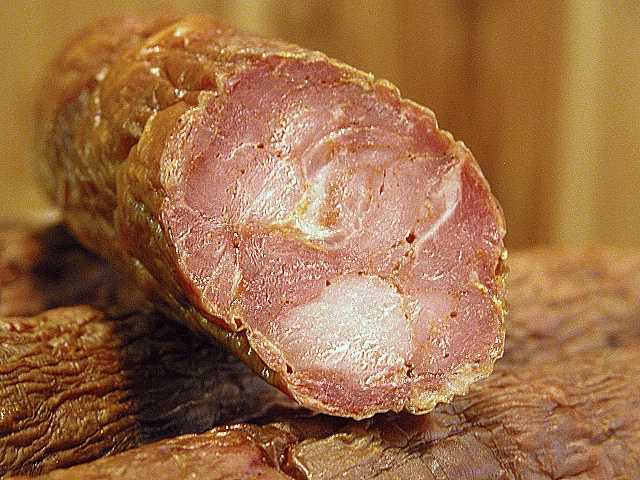
Andouille

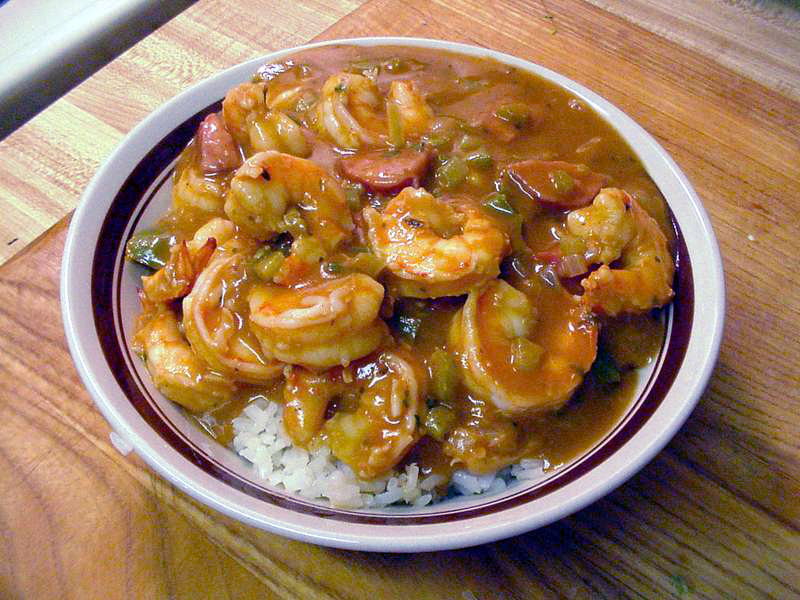
Gumbo

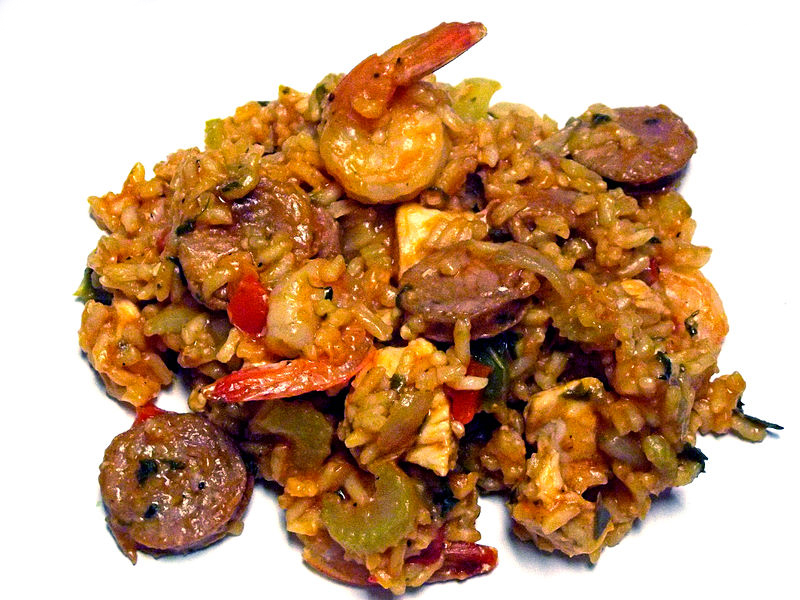
Jambalaya

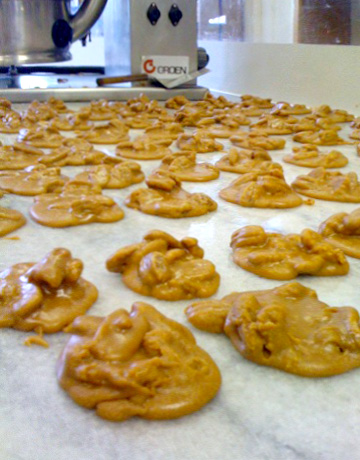
Pralinky

Louisianská kreolská kuchyně (anglicky: Louisiana Creole cuisine, francouzsky: Cuisine créole) je kuchyně typická pro Louisianu, jeden ze států USA, především pak pro město New Orleans. Kreolská kuchyně je známá svou rozmanitostí a pestrostí. Vychází z několika různých vlivů: Mnoho pokrmů bylo přejato z francouzské kuchyně, ale patrné jsou i vlivy z kuchyně africké (především ze západní Afriky), španělské, z kuchyně místních Indiánů, ale i z kuchyně jihu USA obecně.
Základem mnoha pokrmů je paprika, cibule a celer (tzv. svatá trojice). Kreolská kuchyně je ale známá také hojným využíváním ryb a mořských plodů, především pak sumců, ústřic, raků nebo krevet. Setkat se lze ale také s kraby, pstruhy nebo okouny. Z masa se dále běžně využívá drůbež, zvěřina (především vodní ptactvo, například kachny), vepřové nebo králičí. Důležité je také vepřové sádlo, na kterém se mnoho kreolských pokrmů smaží. Základem mnoha pokrmů je rýže. Z dalších používaných ingrediencí stojí za zmínku kukuřice, okra nebo citrusy. Kreolská kuchyně se také vyznačuje pikantními jídly, chilli papričky nebo z nich vyrobené omáčky se používají hodně (světově rozšířená omáčka tabasco pochází právě z Louisiany). Mezi další používaná koření patří například česnek, bobkový list, oregano nebo tymián.
Kreolská kuchyně je známá svými jíškami (roux). Jíšek se připravuje několik druhů a jejich základem obvykle bývá výpek ze slaniny a mouka.

## Příklady kreolských pokrmů
Příklady kreolských pokrmů:
- Gumbo, patrně nejznámější pokrm z kreolské kuchyně. Jedná se o vydatnou polévku, jejímž základem je tmavá jíška. Dále se skládá z rýže, cibule, papriky, celéru, rajčat, chilli, kousků masa (případně mořských plodů) a někdy i dalších ingrediencí.
- Jambalaya, rýžová směs podobná španělské paelle. Základem je rýže, vývar(hovězí), klobása (nejčastěji andouille), zelenina a někdy také kousky masa nebo mořských plodů.
- Andouille, klobása z vepřového masa a sádla, ochucená česnekem a pepřem. Tradičně se udí na kouři z pekanového dřeva a cukrové třtiny. Andouille je základem mnoha dalších kreolských pokrmů.
- Boudin, klobása jejímž základem je spolu s rýží namleté vepřové maso.
- Po' boy, sendvič, jehož základem je chléb podobný francouzské bagetě. Tento sendvič bývá bohatě plněn opečenými kousky masa, mořských plodů nebo uzenimi, spolu se zeleninou a různými omáčkami.
- Étouffée, omáčka z jíšky, zeleniny a raků (případně krevet), podávaná s rýží.
- Grillades, medailonky masa obvykle podávané s kukuřičnou kaší nazvanou grits.
- Fazole s rýží
- Yaka mein, nudlová polévka na asijský způsob, jejímž základem bývá hovězí vývar. Dále se typicky přidává vejce, jarní cibulka nebo chilli.
- Beignet, fritované kousky těsta posypané cukrem, někdy plněné různými náplněmi.
- King cake, dort kruhového tvaru tradičně podávaný na Velikonoce. Těsto bývá ochuceno skořicí, dort samotný pak bývá plněný a politý vysokou vrstvou polevy. Bývá zdoben plastovými figurkami.
- Pralinky, jejich výroba má v Louisianě dlouhou tradici. Jejich základem obvykle bývá čokoláda, cukr a pekanové ořechy.

### Kreolské nápoje
- Káva
- Sazerac, míchaný nápoj, jehož základem je koňak, cukr, absint a bitter.

## Galerie

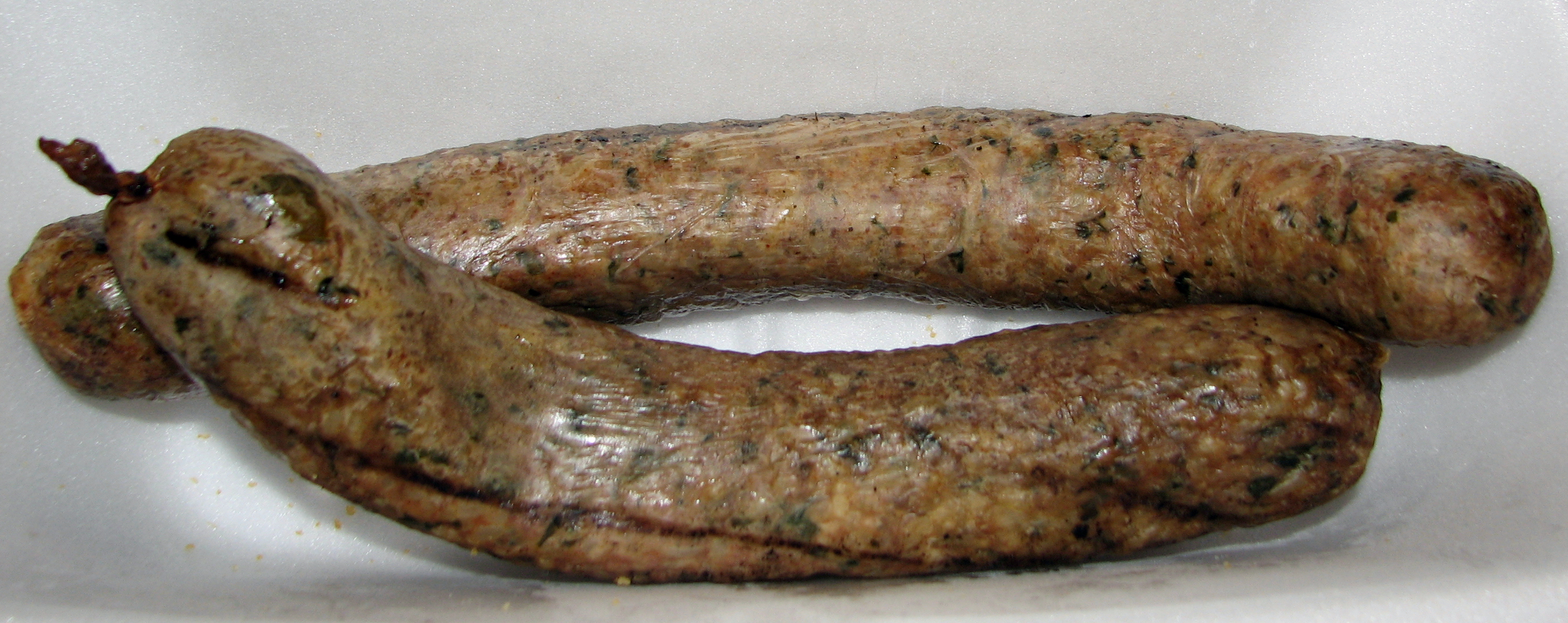
Boudin
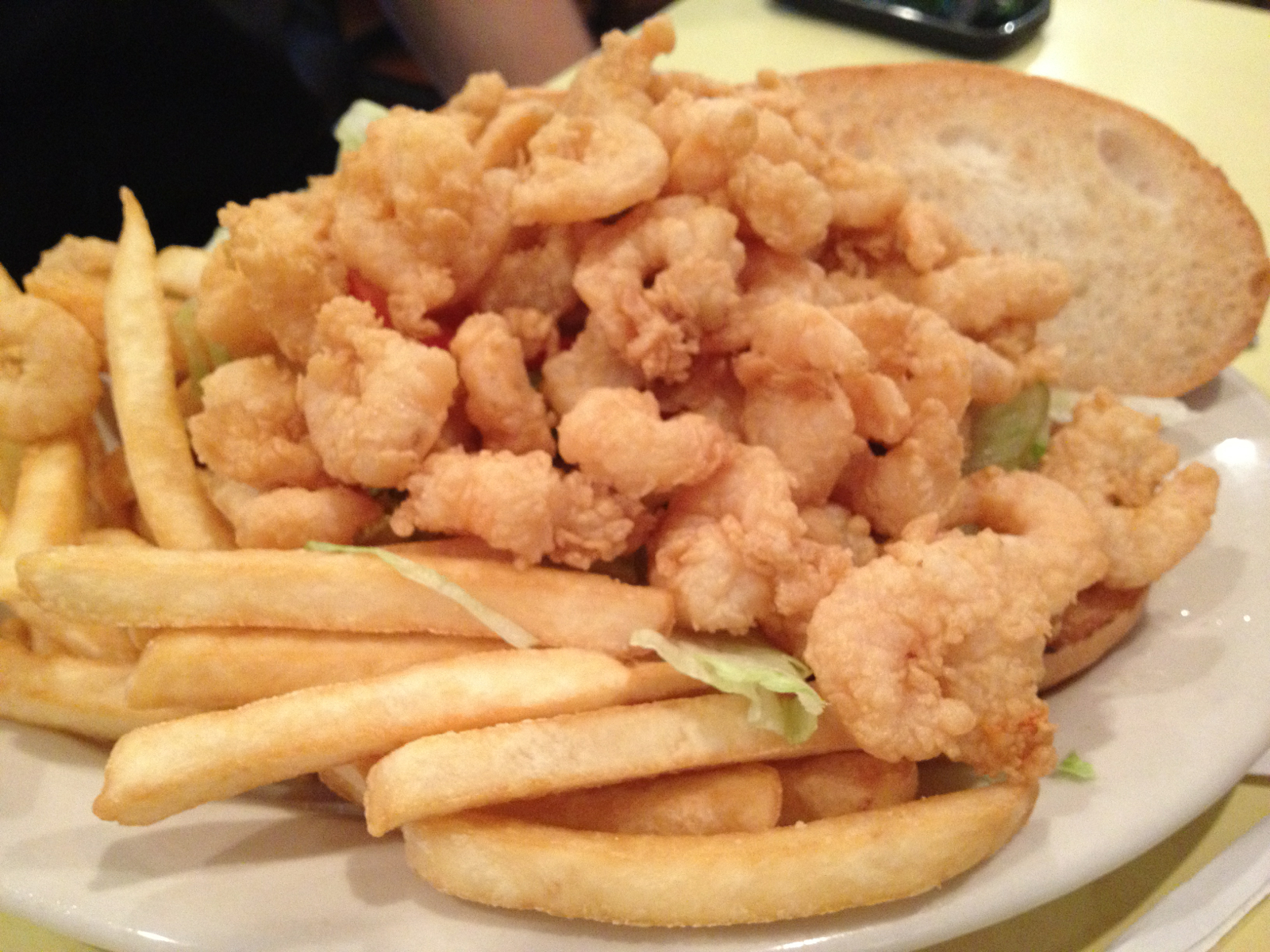
Po' boy s krevatami
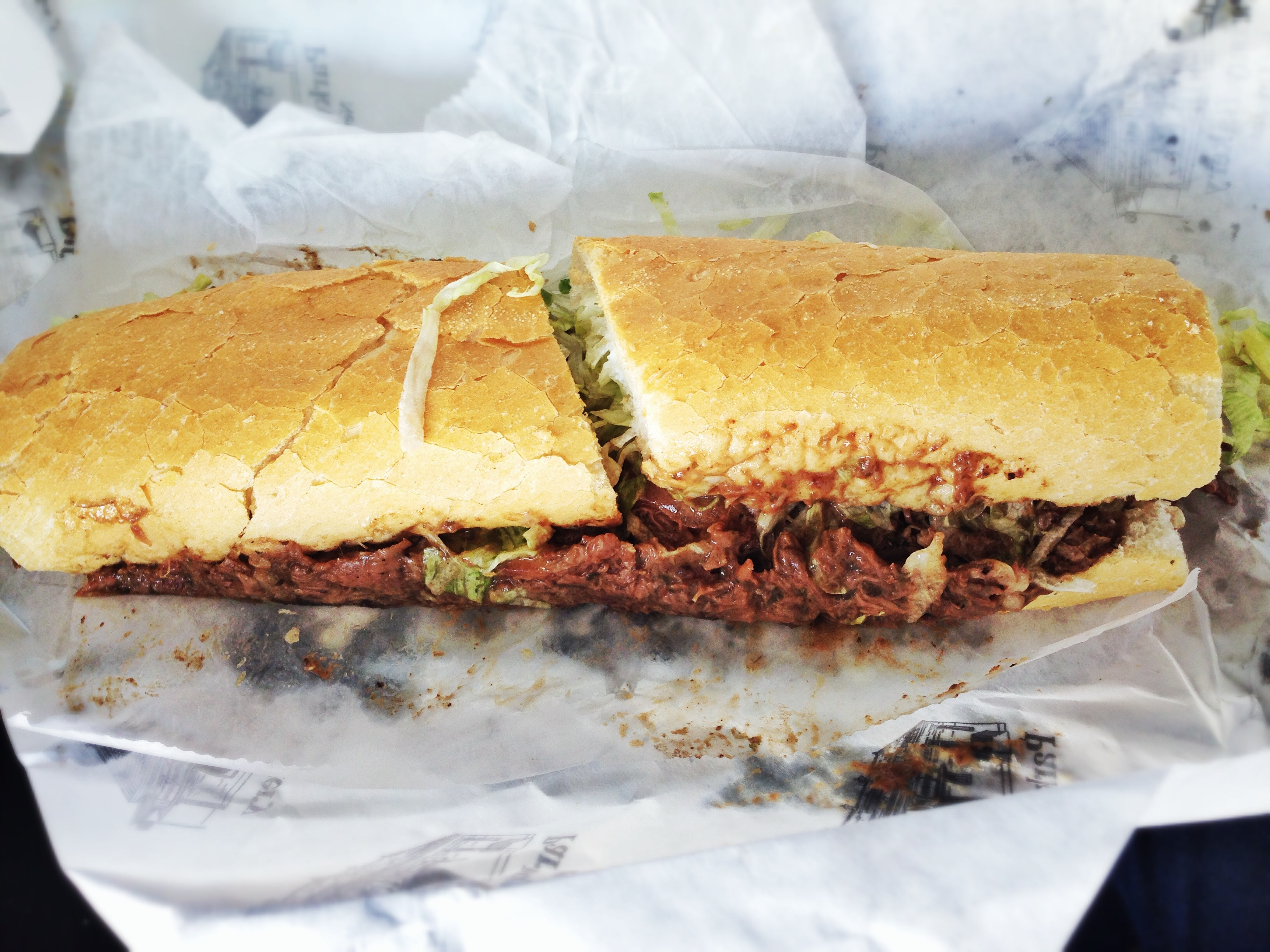
Po' boy s hovězím
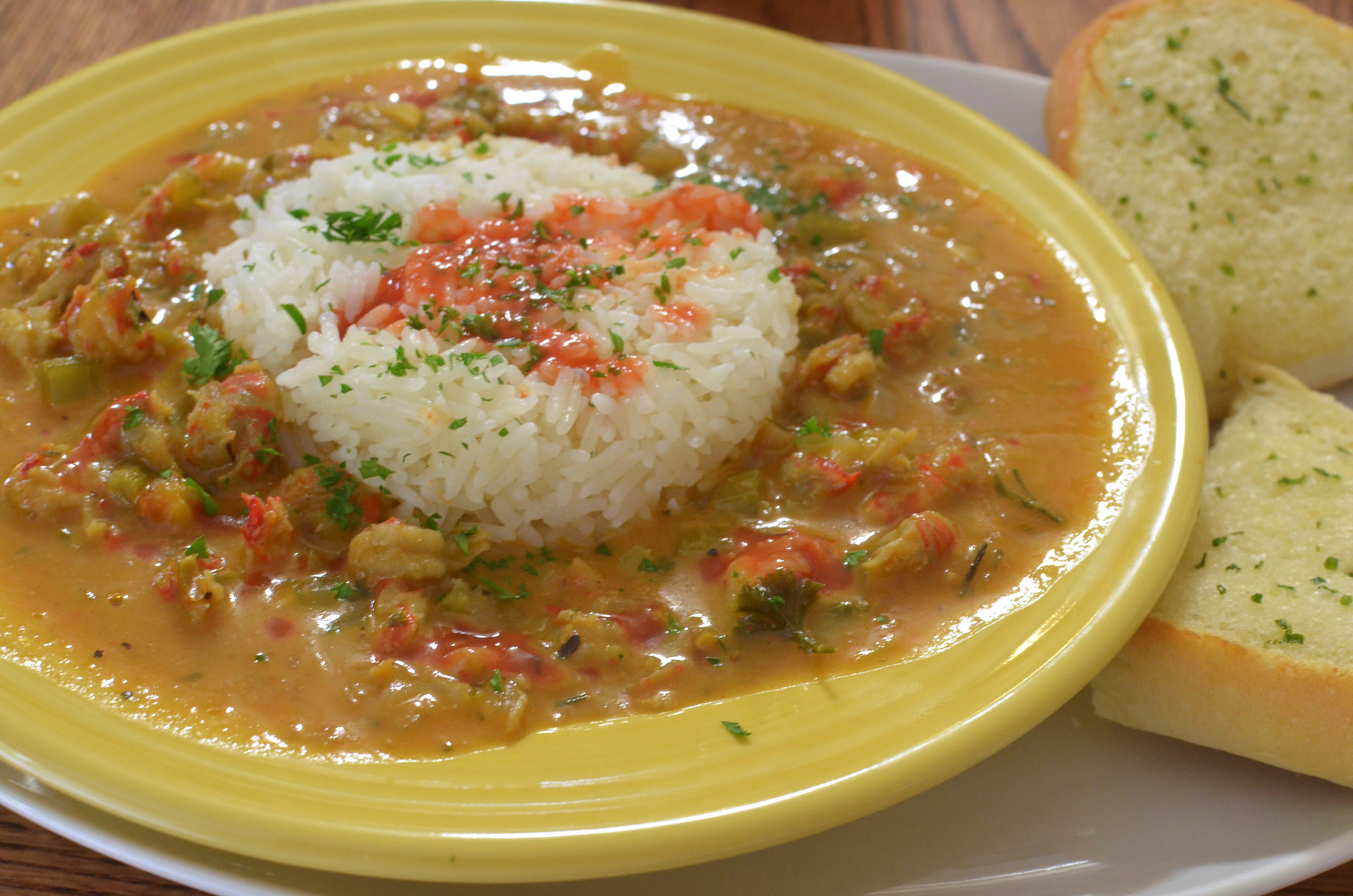
Étouffée
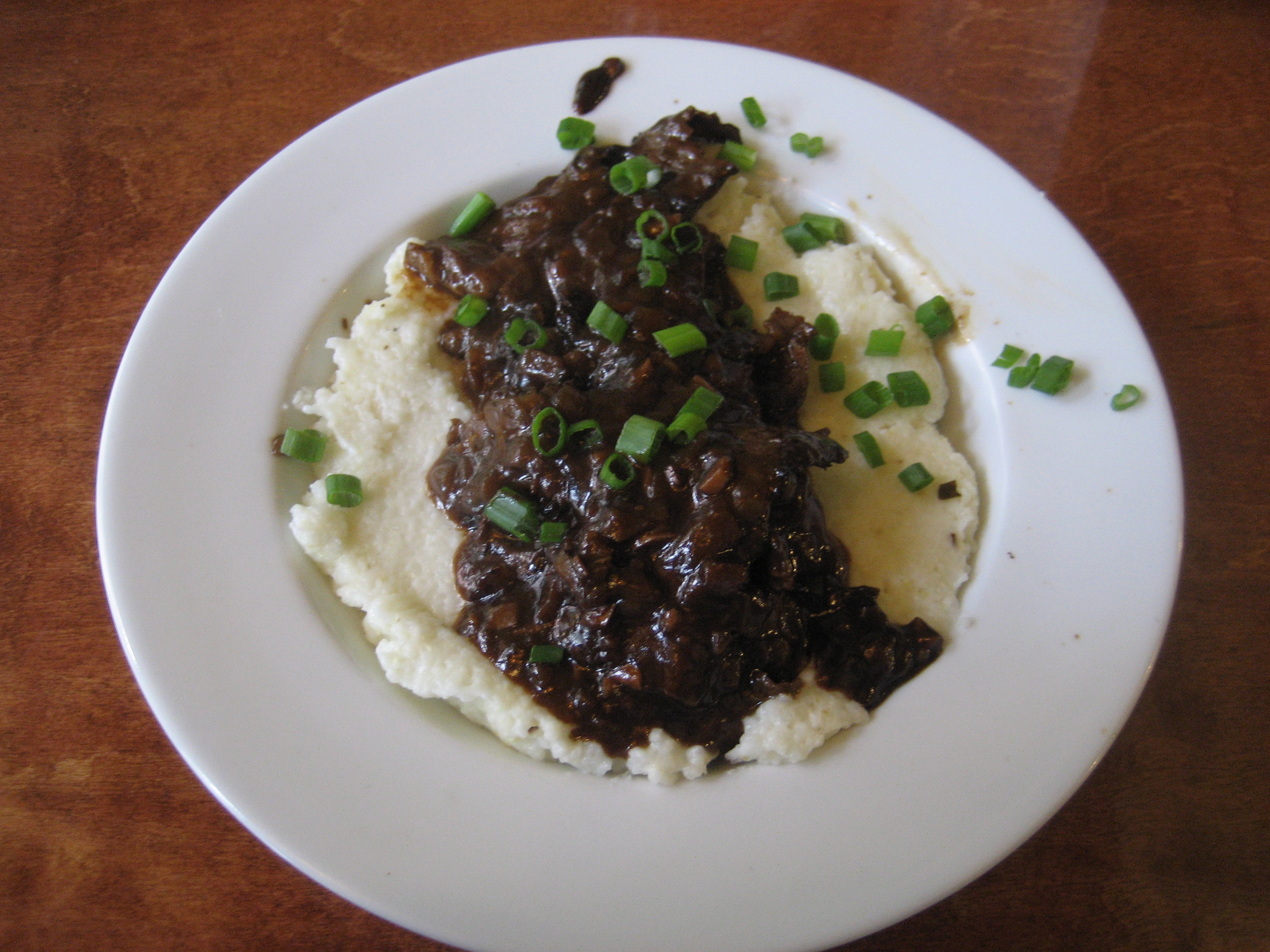
Grillades s kaší grits
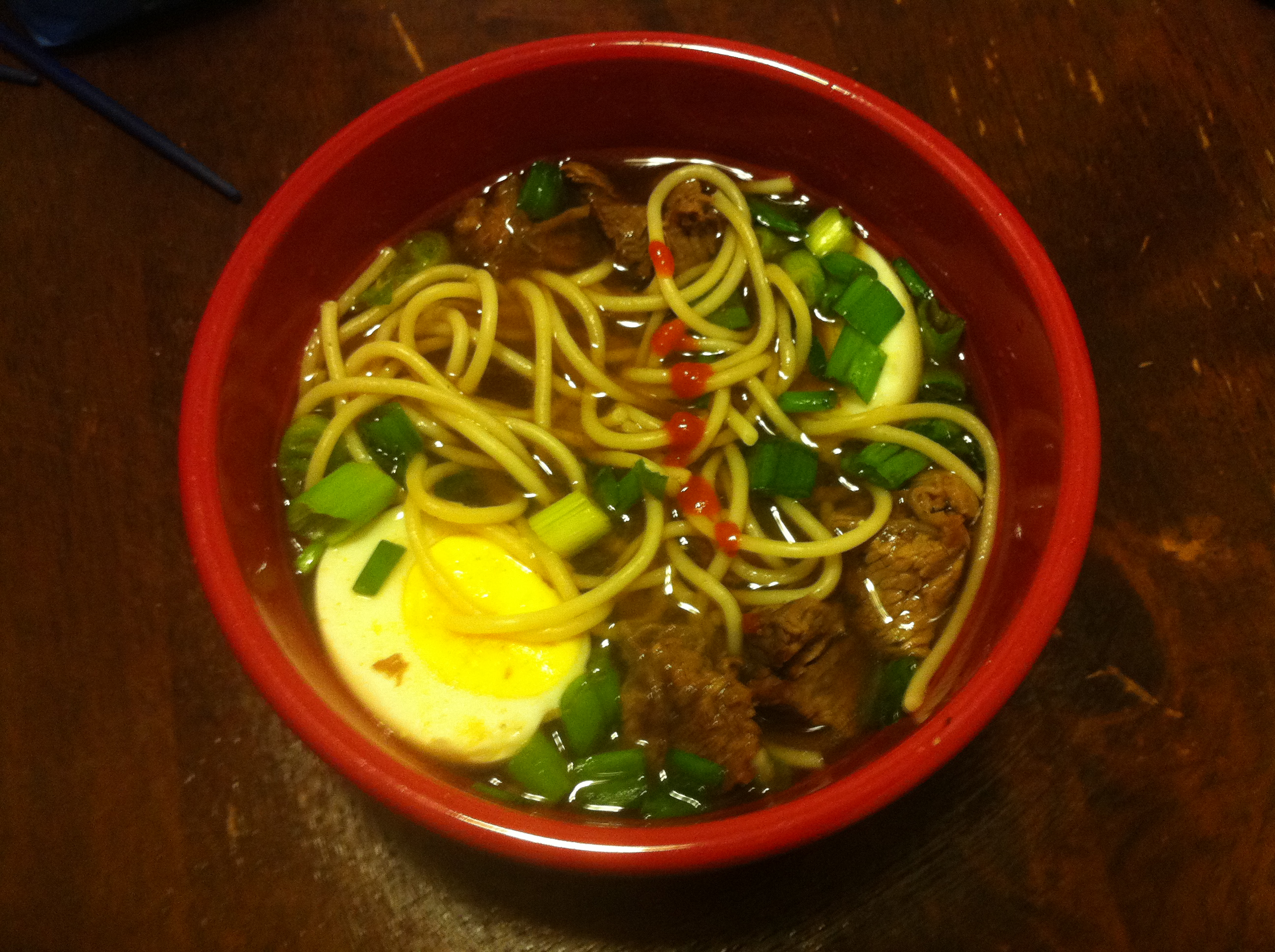
Yaka mein
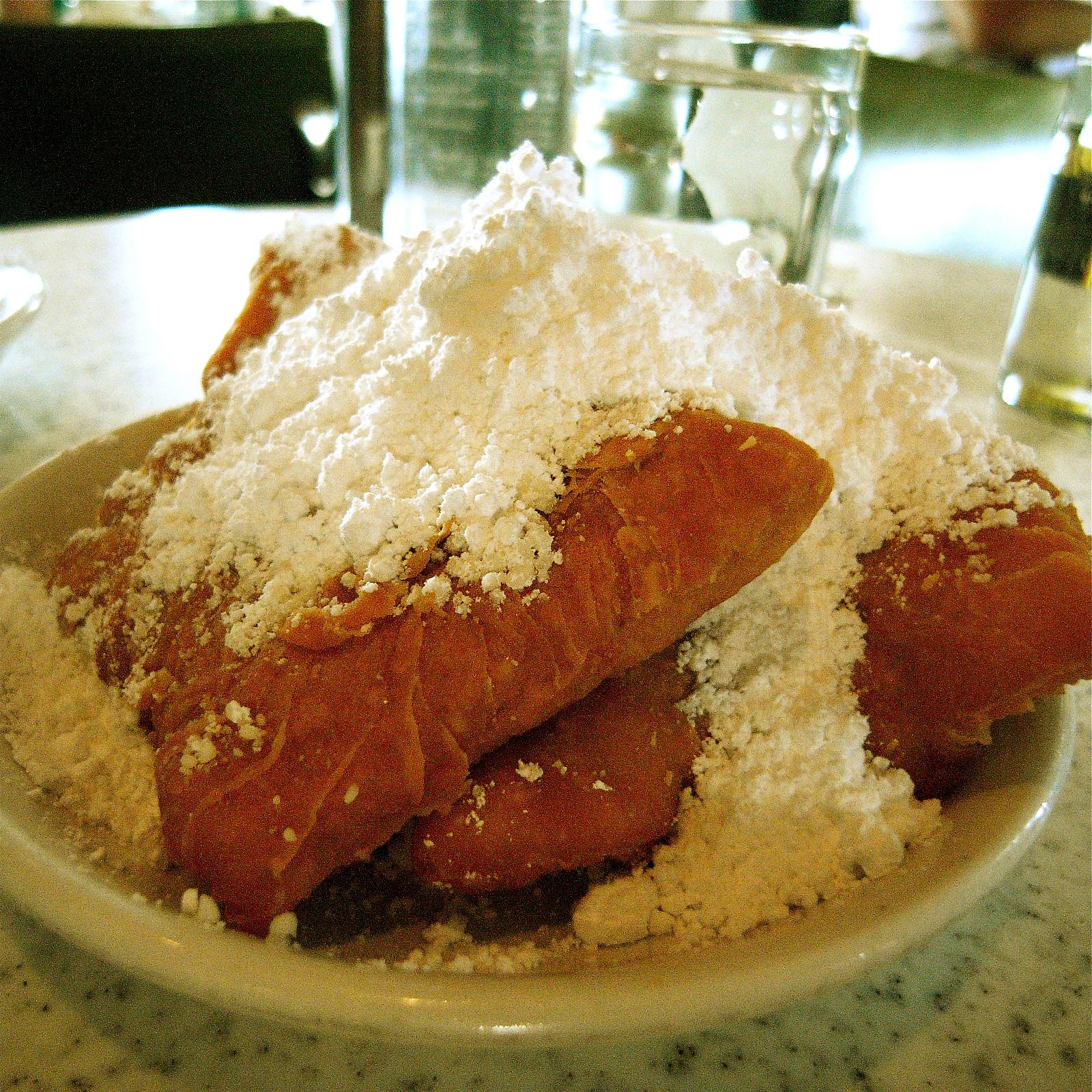
Beignet
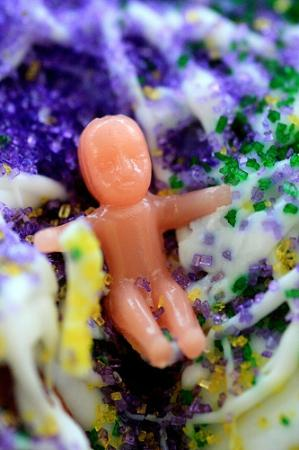
Poleva king cake